# From Fear to Eternity - The Best of: 1990-2010
| Críticas profissionais | Críticas profissionais |
| Avaliações da crítica  | Avaliações da crítica  |
| Fonte                  | Avaliação              |
| ---------------------- | ---------------------- |
| Allmusic               | link                   |

From Fear to Eternity: The Best of 1990 - 2010 é uma coletânea da banda Iron Maiden, contendo 23 músicas dos álbuns lançados entre 1990 e 2010. Há apenas três músicas dos discos com Blaze Bayley, todas em versões ao vivo cantadas por Bruce Dickinson.
Sua data de lançamento foi alterada de 23 de Maio para 6 de junho de 2011. Além da nova data, a EMI confirmou o lançamento de um single promocional contendo duas faixas: "The Wicker Man" - originalmente lançada em 2000 e que chegou ao Top 10 das paradas britânicas e "The Reincarnation Of Benjamin Breeg" - lançada em 2006 e que foi a música de trabalho do disco "A Matter Of Life And Death".

## Arte
A capa, criada pelo colaborador frequente Melvyn Grant, cita todos os álbuns da coletânea. O mascote Eddie aparece como a Morte de Dance of Death, o soldado de A Matter of Life and Death - montando um tanque com o logo de The Final Frontier - e um homem de vime (o single principal de Brave New World, "The Wicker Man). A árvore de Fear of the Dark tem um "X" citando The X Factor, e as figuras contorcidas de Virtual XI cercam o Eddie de vime.

## Faixas

### Disco um
| N.º | Título                                | Duração |  |
| 1.  | "The Wicker Man"                      | 4:36    |  |
| 2.  | "Holy Smoke"                          | 3:49    |  |
| 3.  | "El Dorado"                           | 6:49    |  |
| 4.  | "Paschendale"                         | 8:28    |  |
| 5.  | "Different World"                     | 4:19    |  |
| 6.  | "Man On The Edge (live)"              | 4:40    |  |
| 7.  | "The Reincarnation of Benjamin Breeg" | 7:22    |  |
| 8.  | "Blood Brothers"                      | 7:14    |  |
| 9.  | "Rainmaker"                           | 3:49    |  |
| 10. | "Sign of the Cross (live)"            | 10:49   |  |
| 11. | "Brave New World"                     | 6:19    |  |
| 12. | "Fear of the Dark (live)"             | 7:41    |  |

### Disco dois
| N.º | Título                                    | Duração |  |
| 1.  | "Be Quick or Be Dead"                     | 3:24    |  |
| 2.  | "Tailgunner"                              | 4:15    |  |
| 3.  | "No More Lies"                            | 7:22    |  |
| 4.  | "Coming Home"                             | 5:52    |  |
| 5.  | "The Clansman" (live)"                    | 9:06    |  |
| 6.  | "For the Greater Good of God"             | 9:25    |  |
| 7.  | "These Colours Don't Run"                 | 6:52    |  |
| 8.  | "Bring Your Daughter... to the Slaughter" | 4:44    |  |
| 9.  | "Afraid to Shoot Strangers"               | 6:57    |  |
| 10. | "Dance of Death"                          | 8:36    |  |
| 11. | "When the Wild Wind Blows"                | 11:02   |  |

## Creditos
Iron Maiden
- Bruce Dickinson - Vocal
- Dave Murray - Guitarra
- Janick Gers - Guitarra
- Adrian Smith - Guitarra e backing vocals (exceto em  "Holy Smoke", "Tailgunner", "Be Quick or Be Dead", "Afraid to Shoot Strangers" e "Bring Your Daughter... to the Slaughter")
- Steve Harris - Baixo, teclados e backing vocals
- Nicko McBrain - Bateria, percussão

Músicos adicionais
- Michael Kenney – teclado em "Sign of the Cross", "Afraid to Shoot Strangers", "Fear of the Dark" e  "The Clansman" (nao-creditado)